# (3606) Pohjola
(3606) Pohjola es un asteroide perteneciente al cinturón de asteroides, descubierto el 19 de septiembre de 1939 por Yrjö Väisälä desde el Observatorio de Iso-Heikkilä, en Turku, Finlandia.

## Designación y nombre
Designado provisionalmente como 1939 SF. Fue nombrado Pohjola en homenaje a Pohjola región mítica que aparece en el poema épico finlandés Kalevala.